# Petre Daea
Petre Daea (né le 2 novembre 1949 à Sisești) est un homme politique roumain. Il est ministre de l’Agriculture de Roumanie de 2017 à 2019.

## Biographie
Petre Daea étudie l’agronomie à l’université de sciences agricoles de Timișoara, il en est diplômé en 1973. Il se spécialise et devient ingénieur agronome et docteur en agronomie.
Daea adhère au Parti social-démocrate de Roumanie en 2001, il est élu sénateur sous l’étiquette de ce parti de 2004 à 2008, puis de 2008 à 2012. En 2012, Petre Daea est cette fois élu député, dans le cadre de l’Union sociale-libérale.
Il devient en parallèle ministre de l’Agriculture, des Forêts et du Développement rural de juillet à décembre 2004 au sein du gouvernement Năstase. À partir de janvier 2017, il occupe à nouveau ce poste, dans les gouvernements Grindeanu (janvier à juin 2017), Tudose (juin 2017 à janvier 2018) et Dăncilă (janvier 2018 à novembre 2019).